# Kušva
Kušva (rusky Кушва) je město ve Sverdlovské oblasti v Ruské federaci. Při sčítání lidu v roce 2010 mělo zhruba třicet tisíc obyvatel.

## Poloha
Kušva leží na východním okraji Uralu v povodí Tury. Od Jekatěrinburgu, správního střediska celé oblasti, je vzdálena zhruba 170 kilometrů na sever. Nedaleko města prochází rozhraní mezi Evropou a Asií.